# Indian Independence Act 1947
De Indian Independence Act 1947 (10 & 11 Geo. 6. c. 30) is een wet van het Verenigd Koninkrijk die Brits-Indië opdeelde in de twee nieuwe onafhankelijke dominions, het Dominion India en het Dominion Pakistan. De wet kreeg op 18 juli 1947 koninklijke goedkeuring en zo ontstonden op 15 augustus 1947 de huidige staten India en Pakistan, waarbij dat laatste bestond uit een westelijk deel (het huidige Pakistan) en een oostelijk deel (dat zich in 1971 afsplitste als Bangladesh).
De wetgevende vertegenwoordigers van het Indian National Congress, de Muslim League en de Sikh-gemeenschap kwamen tot overeenstemming met Lord Mountbatten over wat bekend is geworden als het 3 juni-plan of Mountbatten Plan. Dit plan was het laatste plan voor de definitieve onafhankelijkheid.
Clement Attlee, de toenmalige premier van het Verenigd Koninkrijk, had op 20 februari 1947 aangekondigd dat de Britse regering Brits-Indië uiterlijk op 30 juni 1948 volledig zelfbestuur zou verlenen.
The Indian Independence Act werd in 1949 opgeheven door artikel 395 van de grondwet van India en in 1956 door artikel 221 van de grondwet van Pakistan. Hoewel ze daar naar Brits recht niet toe gemachtigd waren, sneden ze op die manier hun rechtssysteem formeel af van elke buitenlandse bron.